# Lukovit
Lukovit (en bulgare : Луковит), est une ville du nord de la Bulgarie, située dans l'oblast de Lovetch.
La ville est située sur les deux rives de la Zlatna Panega entre la plaine danubienne (en) et le pied de la Stara planina.
Lukovit est le siège de la municipalité (obchtina) du même nom.

## Population
En décembre 2009, la ville comptait une population de 9 630 habitants. En 2015, elle est en diminution, à 9 546 habitants.